# Japanse dennenmot
De japanse dennenmot (Metathrinca tsugensis) is een vlinder uit de familie van de sikkelmotten (Oecophoridae). De wetenschappelijke naam van de soort is voor het eerst geldig gepubliceerd in 1910 door Kearfott.